# Veelkleurige tangare
De veelkleurige tangare (Chlorochrysa nitidissima) is een zangvogel uit de familie Thraupidae (tangaren). Het is een kwetsbare, endemische vogelsoort in de Andes van westelijk Colombia.

## Kenmerken
De vogel is 12 cm lang en weegt tussen de 17,3 en 21,6 g. Zoals de naam al aangeeft is het een opvallend en helder gekleurd vogeltje. Het mannetje heeft een geel "gezicht" en keel en is glanzend groen achter op de kop en kruin. Schuin achter het oog zit een donkere vlek die naar onder toe kastanjebruin kleurt. De mantel is groenblauw, naar de rug en stuit toe gaat dit over in groenblauw en de vleugels en staartveren zijn smaragdgroen. De borst is blauw met midden op de buik een donkere vlek. De snavel is donker, bijna zwart en de poten zijn grijs. Het vrouwtje mist de blauwe borst en is verder overwegend groen en wat doffer van kleur.

## Verspreiding en leefgebied
Deze soort is endemisch in de departementen Antioquia, Caldas, Risaralda, Quindío, Valle del Cauca en Cauca in de Andes van Colombia. Het leefgebied zijn de mos- en nevelwouden tussen de 1300 en 2200 m boven zeeniveau, zowel in ongerept bos als ouder wordend secundair bos waarin nog hoge bomen zijn blijven staan.

## Status
De veelkleurige tangare heeft een beperkt verspreidingsgebied en daardoor is de kans op uitsterven aanwezig. De grootte van de populatie werd in 2012 door BirdLife International ruw geschat op 20 tot 50 duizend individuen en de populatie-aantallen nemen af. Het leefgebied wordt aangetast door ontbossing en wegenaanleg waarbij natuurlijk bos wordt omgezet in gebied voor agrarisch gebruik en menselijke bewoning. Om deze redenen staat deze soort als kwetsbaar op de Rode Lijst van de IUCN.